# TTL 측광
TTL 측광(Through The Lens)은 실제 사진 촬영에 쓰이는 렌즈를 통해 들어오는 빛으로 측광하는 방식을 말한다. 장면에서 반사되는 빛의 강도가 렌즈를 통해 측정되는 카메라의 기능을 말한다. 별도의 측광 창이나 외부 휴대용 조도계를 사용하는 것과는 대조적이다. 일부 카메라에서는 다양한 TTL 측광 모드를 선택할 수 있다. 이 정보는 최적의 필름이나 이미지 센서 노출(평균 휘도)을 설정하는 데 사용될 수 있으며, 카메라에 연결된 플래시 장치에서 방출되는 빛의 양을 제어하는 데에도 사용될 수 있다.
TTL 방식이 아닌 경우, 측광을 위한 별도의 광학 시스템이 필요하게 된다.
|                                  |                                                                               |                            |                                                                                           |                                                   |                                                                |                                       |
| 미러의 투명한 창 Topcon RE-Super | 펜타프리즘 상자의 뷰파인더 위 Pentax Spotmatic, Nikon FM, Canon EOS, Zenit-12 | 콘덴서 렌즈 측면 Canon F-1 | 미러 아래. 투명한 창과 제2 미러를 통해 반사. Leicaflex, Nikon F3, Pentax LX, Olympus OM-3 | 미러 아래. 필름 및 셔터 커튼의 반사. Olympus OM-2 | Swung-up arm behind a transparent pellicle mirror Canon Pellix | 펜타프리즘 전면의 투명한 창 Zenit-TTL |